# Danthonia annableae
Danthonia annableae är en gräsart som beskrevs av Paul M. Peterson och Sulma Zulma E. Rúgolo de Agrasar. Danthonia annableae ingår i släktet knägrässläktet, och familjen gräs.
Artens utbredningsområde är Bolivia. Inga underarter finns listade i Catalogue of Life.